# John Irvine
John Irvine és un sociòleg i documentalista anglès.
Va estudiar a l'Imperial College de Londres i després va obtenir un Màster al Science Policy Research Unit (SPRU) de la Universitat de Sussex a Brighton (Regne Unit).
A finals dels 70 fou contractat, juntament amb Ben Martin, per dur a terme un estudi sobre l'avaluació de la recerca bàsica sota la guia de membres destacats del SPRU i del Departament de Física de la Universitat de Sussex. Aviat però ells van plantejar les seves pròpies idees i van acabar desenvolupant el seu propi mètode, anomenat dels "indicadors científics convergents" sobre el rendiment científic, en el que s'empraven tant entrevistes personals com dades basades en enquestes més generals, tot plegat analitzat bibliomètricament, i que servien per comparar la producció científica de grans instal·lacions de física de l'energia i radio-astronomia. El resultat, una sèrie d'articles que han esdevingut clàssics dins la bibliometria i l'anàlisi de la política científica, va originar força controvèrsia: hostilitat per part dels dels sociòlegs de la ciència; indiferència de les institucions oficials i també escepticisme o inclús implacable oposició per part dels científics potencialment avaluables. Fins i tot van haver queixes als ministeris implicats demanant la retirada de les publicacions. Una persona, però, mai va vacil·lar en el seu suport i encoratjament envers Irvine i Martin, el mateix Derek J. de Solla Price. En Price, que seguia els seus treballs des del principi, estava encantat amb la polèmica generada que afectava de ple a l'establishment científic i els va recolzar de tot cor fins a la seva pròpia mort. Ells estaven convençuts del rigor i qualitat del seu treball i consideraven que la controvèrsia era inevitable i fins i tot necessària.
Poc temps després ampliaren el seu estudi al CERN i van desenvolupar mètodes per avaluar activitats més concretes de ciència aplicada. Van fer també comparacions entre països sobre inputs i outputs de recerca bàsica que esdevindrien estàndards i fomentarien el debat públic i institucional. A la segona meitat dels anys 80, la situació es transformà i les crítiques es convertiren en respecte i petició d'assessorament. Havien arribat els temps del retiment de comptes i les mesures de rendiment de les despeses invertides. Irvine i Martin van poder llavors publicar la seva visió de tot el procés. John Irvine i Ben Martin conjuntament van rebre el 1997 la medalla Derek de Solla Price